# Alper Akçam
Alper Akçam (* 1. September 1987 in Bad Kreuznach) ist ein türkischer Fußballspieler.

## Karriere
Akçam wechselte 2001 von Bavaria Ebernburg in die Jugend des 1. FC Kaiserslautern. Von 2006 an war er in der zweiten Mannschaft der Roten Teufel aktiv. In der Saison 2008/09 war er mit 17 Treffern drittbester Torschütze der Regionalliga West.
Am 4. April 2008 wurde er das erste Mal in der Profimannschaft in der 2. Bundesliga eingesetzt. Milan Šašić wechselte ihn im Spiel gegen die TSG 1899 Hoffenheim in der 67. Spielminute ein. Zu zwei weiteren Einsätzen kam er im Mai 2009, als ihn der in den Profibereich aufgerückte FCK-II-Trainer Alois Schwartz am 31. und 34. Spieltag jeweils einwechselte.
Nachdem er im Sommer 2009 einen bis 2011 laufenden Profivertrag bei den Pfälzern unterzeichnet hatte, kam er am ersten Spieltag der Saison 2009/10 zu seinem vierten und letzten Kurzeinsatz für den 1. FC Kaiserslautern. Vier Jahre lang war er Stammspieler in der Regionalligamannschaft gewesen, ohne sich nachhaltig für das Profiteam empfehlen zu können.
Im Sommer 2010 wechselte er zum türkischen Erstligisten Gaziantepspor. Er unterschrieb einen Dreijahresvertrag. Akçam wurde zum Saisonbeginn aus dem Mannschaftskader suspendiert und trainierte in der Hinrunde der Saison 2012/13 mit der Reservemannschaft. In der Winterpause löste er dann nach gegenseitigem Einvernehmen mit der Vereinsführung seinen Vertrag auf und verließ Gaziantepspor.
Zur Rückrunde der Spielzeit 2012/13 wechselte Akçam zum Regionalligisten Wormatia Worms. Nachdem im Sommer 2014 die Zusammenarbeit zunächst beendet wurde, trainierte Akçam nach überstandener Schambeinentzündung ab dem Herbst 2014 wieder mit dem Kader der Wormatia. Schließlich unterschrieb der Angreifer während der Winterpause der Saison 2014/15 bei den Wormaten einen Vertrag bis zum Saisonende und belegte mit diesen den fünften Rang der Abschlusstabelle der Regionalliga Südwest.

## Erfolge
- Mit Gaziantepspor:
  - Spor Toto Pokal (1): 2012